# Burg Zähringen (Altheim)
Die Burg Zähringen ist eine abgegangene Spornburg auf dem 625 m ü. NN hohen Schlossberg am Talrand bei dem Ortsteil Zähringen der Gemeinde Altheim im Alb-Donau-Kreis in Baden-Württemberg.
Über die kleine Burg sind keine urkundlichen Erwähnungen bekannt, 1361 wird ein Rumelin von Zeringen als Bürger in Altheim genannt. Im Jahr 1385 kam das Dorf Zähringen in den Besitz der Reichsstadt Ulm. Unklar ist, ob die Burg mit dem gleichnamigen Zähringergeschlecht in Verbindung gebracht werden kann, Nachweise dafür fehlen.
Von der ehemaligen Burganlage sind noch geringe Wall- und Grabenreste zu sehen.